# Maxime Chanot
Maxime Chanot (Nancy, 21 gennaio 1990) è un calciatore francese naturalizzato lussemburghese, difensore dei Los Angeles FC e della nazionale lussemburghese.

## Carriera

### Nazionale
Ha esordito con la nazionale lussemburghese nella partita contro l'Azerbaigian (conclusasi 0-0) disputata il 7 giugno 2013.
Il 4 giugno 2014 Chanot ha realizzato un gol storico per il Lussemburgo, dato che gli ha permesso di pareggiare nell'amichevole contro l'Italia.

## Statistiche

### Cronologia presenze e reti in nazionale
Aggiornato al 27 maggio 2023

| Cronologia completa delle presenze e delle reti in nazionale ― Lussemburgo | Cronologia completa delle presenze e delle reti in nazionale ― Lussemburgo | Cronologia completa delle presenze e delle reti in nazionale ― Lussemburgo | Cronologia completa delle presenze e delle reti in nazionale ― Lussemburgo | Cronologia completa delle presenze e delle reti in nazionale ― Lussemburgo | Cronologia completa delle presenze e delle reti in nazionale ― Lussemburgo | Cronologia completa delle presenze e delle reti in nazionale ― Lussemburgo | Cronologia completa delle presenze e delle reti in nazionale ― Lussemburgo |
| Data                                                                       | Città                                                                      | In casa                                                                    | Risultato                                                                  | Ospiti                                                                     | Competizione                                                               | Reti                                                                       | Note                                                                       |
| -------------------------------------------------------------------------- | -------------------------------------------------------------------------- | -------------------------------------------------------------------------- | -------------------------------------------------------------------------- | -------------------------------------------------------------------------- | -------------------------------------------------------------------------- | -------------------------------------------------------------------------- | -------------------------------------------------------------------------- |
| 7-6-2013                                                                   | Baku                                                                       | Azerbaigian                                                                | 1 – 1                                                                      | Lussemburgo                                                                | Qual. Mondiali 2014                                                        | -                                                                          |                                                                            |
| 14-8-2013                                                                  | Lussemburgo                                                                | Lussemburgo                                                                | 2 – 1                                                                      | Lituania                                                                   | Amichevole                                                                 | -                                                                          |                                                                            |
| 5-3-2014                                                                   | Lussemburgo                                                                | Lussemburgo                                                                | 0 – 0                                                                      | Capo Verde                                                                 | Amichevole                                                                 | -                                                                          |                                                                            |
| 26-5-2014                                                                  | Genk                                                                       | Belgio                                                                     | 5 – 1                                                                      | Lussemburgo                                                                | Amichevole                                                                 | -                                                                          |                                                                            |
| 4-6-2014                                                                   | Perugia                                                                    | Italia                                                                     | 1 – 1                                                                      | Lussemburgo                                                                | Amichevole                                                                 | 1                                                                          |                                                                            |
| 9-10-2014                                                                  | Skopje                                                                     | Macedonia del Nord                                                         | 3 – 2                                                                      | Lussemburgo                                                                | Qual. Euro 2016                                                            | -                                                                          |                                                                            |
| 12-10-2014                                                                 | Lussemburgo                                                                | Lussemburgo                                                                | 0 – 4                                                                      | Spagna                                                                     | Qual. Euro 2016                                                            | -                                                                          |                                                                            |
| 15-11-2014                                                                 | Lussemburgo                                                                | Lussemburgo                                                                | 0 – 3                                                                      | Ucraina                                                                    | Qual. Euro 2016                                                            | -                                                                          |                                                                            |
| 27-3-2015                                                                  | Žilina                                                                     | Slovacchia                                                                 | 3 – 0                                                                      | Lussemburgo                                                                | Qual. Euro 2016                                                            | -                                                                          |                                                                            |
| 31-3-2015                                                                  | Lussemburgo                                                                | Lussemburgo                                                                | 1 – 2                                                                      | Turchia                                                                    | Amichevole                                                                 | -                                                                          |                                                                            |
| 9-6-2015                                                                   | Lussemburgo                                                                | Lussemburgo                                                                | 0 – 0                                                                      | Moldavia                                                                   | Amichevole                                                                 | -                                                                          |                                                                            |
| 14-6-2015                                                                  | Leopoli                                                                    | Ucraina                                                                    | 3 – 0                                                                      | Lussemburgo                                                                | Qual. Euro 2016                                                            | -                                                                          |                                                                            |
| 5-9-2015                                                                   | Lussemburgo                                                                | Lussemburgo                                                                | 1 – 0                                                                      | Macedonia del Nord                                                         | Qual. Euro 2016                                                            | -                                                                          |                                                                            |
| 8-9-2015                                                                   | Barysaŭ                                                                    | Bielorussia                                                                | 2 – 0                                                                      | Lussemburgo                                                                | Qual. Euro 2016                                                            | -                                                                          |                                                                            |
| 9-10-2015                                                                  | Logroño                                                                    | Spagna                                                                     | 4 – 0                                                                      | Lussemburgo                                                                | Qual. Euro 2016                                                            | -                                                                          |                                                                            |
| 12-10-2015                                                                 | Lussemburgo                                                                | Lussemburgo                                                                | 2 – 4                                                                      | Slovacchia                                                                 | Qual. Euro 2016                                                            | -                                                                          |                                                                            |
| 13-11-2015                                                                 | Oberkorn                                                                   | Lussemburgo                                                                | 1 – 0                                                                      | Grecia                                                                     | Amichevole                                                                 | -                                                                          |                                                                            |
| 17-11-2015                                                                 | Lussemburgo                                                                | Lussemburgo                                                                | 0 – 2                                                                      | Portogallo                                                                 | Amichevole                                                                 | -                                                                          |                                                                            |
| 25-3-2016                                                                  | Lussemburgo                                                                | Lussemburgo                                                                | 0 – 3                                                                      | Bosnia ed Erzegovina                                                       | Amichevole                                                                 | -                                                                          |                                                                            |
| 29-3-2016                                                                  | Lussemburgo                                                                | Lussemburgo                                                                | 3 – 0                                                                      | Albania                                                                    | Amichevole                                                                 | -                                                                          |                                                                            |
| 31-5-2016                                                                  | Lussemburgo                                                                | Lussemburgo                                                                | 1 – 3                                                                      | Nigeria                                                                    | Amichevole                                                                 | -                                                                          |                                                                            |
| 6-9-2016                                                                   | Sofia                                                                      | Bulgaria                                                                   | 4 – 3                                                                      | Lussemburgo                                                                | Qual. Mondiali 2018                                                        | -                                                                          |                                                                            |
| 13-11-2016                                                                 | Lussemburgo                                                                | Lussemburgo                                                                | 1 – 3                                                                      | Paesi Bassi                                                                | Qual. Mondiali 2018                                                        | 1                                                                          |                                                                            |
| 25-3-2017                                                                  | Lussemburgo                                                                | Lussemburgo                                                                | 1 – 3                                                                      | Francia                                                                    | Qual. Mondiali 2018                                                        | -                                                                          |                                                                            |
| 9-6-2017                                                                   | Rotterdam                                                                  | Paesi Bassi                                                                | 5 – 0                                                                      | Lussemburgo                                                                | Qual. Mondiali 2018                                                        | -                                                                          | 26’                                                                        |
| 8-9-2018                                                                   | Lussemburgo                                                                | Lussemburgo                                                                | 4 – 0                                                                      | Moldavia                                                                   | UEFA Nations League 2018-2019                                              | -                                                                          |                                                                            |
| 11-9-2018                                                                  | Serravalle                                                                 | San Marino                                                                 | 0 – 3                                                                      | Lussemburgo                                                                | UEFA Nations League 2018-2019                                              | 1                                                                          | 26’                                                                        |
| 12-10-2018                                                                 | Minsk                                                                      | Bielorussia                                                                | 1 – 0                                                                      | Lussemburgo                                                                | UEFA Nations League 2018-2019                                              | -                                                                          |                                                                            |
| 15-10-2018                                                                 | Lussemburgo                                                                | Lussemburgo                                                                | 3 – 0                                                                      | San Marino                                                                 | UEFA Nations League 2018-2019                                              | -                                                                          |                                                                            |
| 15-11-2018                                                                 | Lussemburgo                                                                | Lussemburgo                                                                | 0 – 2                                                                      | Bielorussia                                                                | UEFA Nations League 2018-2019                                              | -                                                                          |                                                                            |
| 18-11-2018                                                                 | Chișinău                                                                   | Moldavia                                                                   | 1 – 1                                                                      | Lussemburgo                                                                | UEFA Nations League 2018-2019                                              | -                                                                          | 57’                                                                        |
| 22-3-2019                                                                  | Lussemburgo                                                                | Lussemburgo                                                                | 2 – 1                                                                      | Lituania                                                                   | Qual. Euro 2020                                                            | -                                                                          |                                                                            |
| 25-3-2019                                                                  | Lussemburgo                                                                | Lussemburgo                                                                | 1 – 2                                                                      | Ucraina                                                                    | Qual. Euro 2020                                                            | -                                                                          | 51’                                                                        |
| 10-6-2019                                                                  | Leopoli                                                                    | Ucraina                                                                    | 1 – 0                                                                      | Lussemburgo                                                                | Qual. Euro 2020                                                            | -                                                                          |                                                                            |
| 10-9-2019                                                                  | Lussemburgo                                                                | Lussemburgo                                                                | 1 – 3                                                                      | Serbia                                                                     | Qual. Euro 2020                                                            | -                                                                          |                                                                            |
| 11-10-2019                                                                 | Lisbona                                                                    | Portogallo                                                                 | 3 – 0                                                                      | Lussemburgo                                                                | Qual. Euro 2020                                                            | -                                                                          |                                                                            |
| 15-10-2019                                                                 | Aalborg                                                                    | Danimarca                                                                  | 4 – 0                                                                      | Lussemburgo                                                                | Amichevole                                                                 | -                                                                          |                                                                            |
| 14-11-2019                                                                 | Belgrado                                                                   | Serbia                                                                     | 3 – 2                                                                      | Lussemburgo                                                                | Qual. Euro 2020                                                            | -                                                                          |                                                                            |
| 17-11-2019                                                                 | Lussemburgo                                                                | Lussemburgo                                                                | 0 – 2                                                                      | Portogallo                                                                 | Qual. Euro 2020                                                            | -                                                                          | 16’                                                                        |
| 24-3-2021                                                                  | Doha                                                                       | Qatar                                                                      | 1 – 0                                                                      | Lussemburgo                                                                | Amichevole                                                                 | -                                                                          | 37’                                                                        |
| 27-3-2021                                                                  | Dublino                                                                    | Irlanda                                                                    | 0 – 1                                                                      | Lussemburgo                                                                | Qual. Mondiali 2022                                                        | -                                                                          |                                                                            |
| 30-3-2021                                                                  | Lussemburgo                                                                | Lussemburgo                                                                | 1 – 3                                                                      | Portogallo                                                                 | Qual. Mondiali 2022                                                        | -                                                                          | 20’, 86’                                                                   |
| 4-9-2021                                                                   | Belgrado                                                                   | Serbia                                                                     | 4 – 1                                                                      | Lussemburgo                                                                | Qual. Mondiali 2022                                                        | -                                                                          | 89’                                                                        |
| 7-9-2021                                                                   | Lussemburgo                                                                | Lussemburgo                                                                | 1 – 1                                                                      | Qatar                                                                      | Amichevole                                                                 | -                                                                          | 46’                                                                        |
| 9-10-2021                                                                  | Lussemburgo                                                                | Lussemburgo                                                                | 0 – 1                                                                      | Serbia                                                                     | Qual. Mondiali 2022                                                        | -                                                                          |                                                                            |
| 12-10-2021                                                                 | Lisbona                                                                    | Portogallo                                                                 | 5 – 0                                                                      | Lussemburgo                                                                | Qual. Mondiali 2022                                                        | -                                                                          |                                                                            |
| 11-11-2021                                                                 | Baku                                                                       | Azerbaigian                                                                | 1 – 3                                                                      | Lussemburgo                                                                | Qual. Mondiali 2022                                                        | -                                                                          |                                                                            |
| 14-11-2021                                                                 | Lussemburgo                                                                | Lussemburgo                                                                | 0 – 3                                                                      | Irlanda                                                                    | Qual. Mondiali 2022                                                        | -                                                                          | 77’                                                                        |
| 25-3-2022                                                                  | Lussemburgo                                                                | Lussemburgo                                                                | 1 – 3                                                                      | Irlanda del Nord                                                           | Amichevole                                                                 | -                                                                          | 20’                                                                        |
| 29-3-2022                                                                  | Zenica                                                                     | Bosnia ed Erzegovina                                                       | 1 – 0                                                                      | Lussemburgo                                                                | Amichevole                                                                 | -                                                                          | 17’                                                                        |
| 4-6-2022                                                                   | Vilnius                                                                    | Lituania                                                                   | 0 – 2                                                                      | Lussemburgo                                                                | UEFA Nations League 2022-2023                                              | -                                                                          | 81’                                                                        |
| 7-6-2022                                                                   | Tórshavn                                                                   | Fær Øer                                                                    | 0 – 1                                                                      | Lussemburgo                                                                | UEFA Nations League 2022-2023                                              | -                                                                          |                                                                            |
| 11-6-2022                                                                  | Lussemburgo                                                                | Lussemburgo                                                                | 0 – 2                                                                      | Turchia                                                                    | UEFA Nations League 2022-2023                                              | -                                                                          |                                                                            |
| 14-6-2022                                                                  | Lussemburgo                                                                | Lussemburgo                                                                | 2 – 2                                                                      | Fær Øer                                                                    | UEFA Nations League 2022-2023                                              | -                                                                          | 75’                                                                        |
| 22-9-2022                                                                  | Istanbul                                                                   | Turchia                                                                    | 3 – 3                                                                      | Lussemburgo                                                                | UEFA Nations League 2022-2023                                              | -                                                                          | 45’                                                                        |
| 25-9-2022                                                                  | Lussemburgo                                                                | Lussemburgo                                                                | 1 – 0                                                                      | Lituania                                                                   | UEFA Nations League 2022-2023                                              | -                                                                          |                                                                            |
| 20-11-2022                                                                 | Lussemburgo                                                                | Lussemburgo                                                                | 0 – 0                                                                      | Bulgaria                                                                   | Amichevole                                                                 | -                                                                          | 45’                                                                        |
| 23-3-2023                                                                  | Trnava                                                                     | Slovacchia                                                                 | 0 – 0                                                                      | Lussemburgo                                                                | Qual. Euro 2024                                                            | -                                                                          |                                                                            |
| 26-3-2023                                                                  | Lussemburgo                                                                | Lussemburgo                                                                | 0 – 6                                                                      | Portogallo                                                                 | Qual. Euro 2024                                                            | -                                                                          |                                                                            |
| 9-6-2023                                                                   | Lussemburgo                                                                | Lussemburgo                                                                | 0 – 1                                                                      | Malta                                                                      | Amichevole                                                                 | -                                                                          | 65’                                                                        |
| 17-6-2023                                                                  | Lussemburgo                                                                | Lussemburgo                                                                | 2 – 0                                                                      | Liechtenstein                                                              | Qual. Euro 2024                                                            | -                                                                          | 79’                                                                        |
| 20-6-2023                                                                  | Zenica                                                                     | Bosnia ed Erzegovina                                                       | 0 – 2                                                                      | Lussemburgo                                                                | Qual. Euro 2024                                                            | -                                                                          |                                                                            |
| 8-9-2023                                                                   | Lussemburgo                                                                | Lussemburgo                                                                | 3 – 1                                                                      | Islanda                                                                    | Qual. Euro 2024                                                            | 1                                                                          |                                                                            |
| 11-9-2023                                                                  | Faro                                                                       | Portogallo                                                                 | 9 – 0                                                                      | Lussemburgo                                                                | Qual. Euro 2024                                                            | -                                                                          | 78’                                                                        |
| 13-10-2023                                                                 | Reykjavík                                                                  | Islanda                                                                    | 1 – 1                                                                      | Lussemburgo                                                                | Qual. Euro 2024                                                            | -                                                                          | 82’                                                                        |
| 16-10-2023                                                                 | Lussemburgo                                                                | Lussemburgo                                                                | 0 – 1                                                                      | Slovacchia                                                                 | Qual. Euro 2024                                                            | -                                                                          |                                                                            |
| 16-11-2023                                                                 | Lussemburgo                                                                | Lussemburgo                                                                | 4 – 1                                                                      | Bosnia ed Erzegovina                                                       | Qual. Euro 2024                                                            | -                                                                          | 64’                                                                        |
| 19-11-2023                                                                 | Vaduz                                                                      | Liechtenstein                                                              | 0 – 1                                                                      | Lussemburgo                                                                | Qual. Euro 2024                                                            | -                                                                          |                                                                            |
| 21-3-2024                                                                  | Tbilisi                                                                    | Georgia                                                                    | 2 – 0                                                                      | Lussemburgo                                                                | Qual. Euro 2024                                                            | -                                                                          | 56’                                                                        |
| 5-6-2024                                                                   | Metz                                                                       | Francia                                                                    | 3 – 0                                                                      | Lussemburgo                                                                | Amichevole                                                                 | -                                                                          |                                                                            |
| 8-6-2024                                                                   | Bruxelles                                                                  | Belgio                                                                     | 3 – 0                                                                      | Lussemburgo                                                                | Amichevole                                                                 | -                                                                          |                                                                            |
| 8-9-2024                                                                   | Lussemburgo                                                                | Lussemburgo                                                                | 0 – 1                                                                      | Bielorussia                                                                | UEFA Nations League 2024-2025 - 1º turno                                   | -                                                                          | 86’                                                                        |
| Totale                                                                     |                                                                            | Presenze                                                                   | 72                                                                         |                                                                            | Reti                                                                       | 4                                                                          |                                                                            |

## Palmarès

### Competizioni nazionali
- Campionato MLS: 1

New York City: 2021
- Lamar Hunt U.S. Open Cup: 1

Los Angeles FC: 2024

### Altre competizioni
- Campeones Cup: 1

New York City: 2022